# Industria de procesamiento de la carne

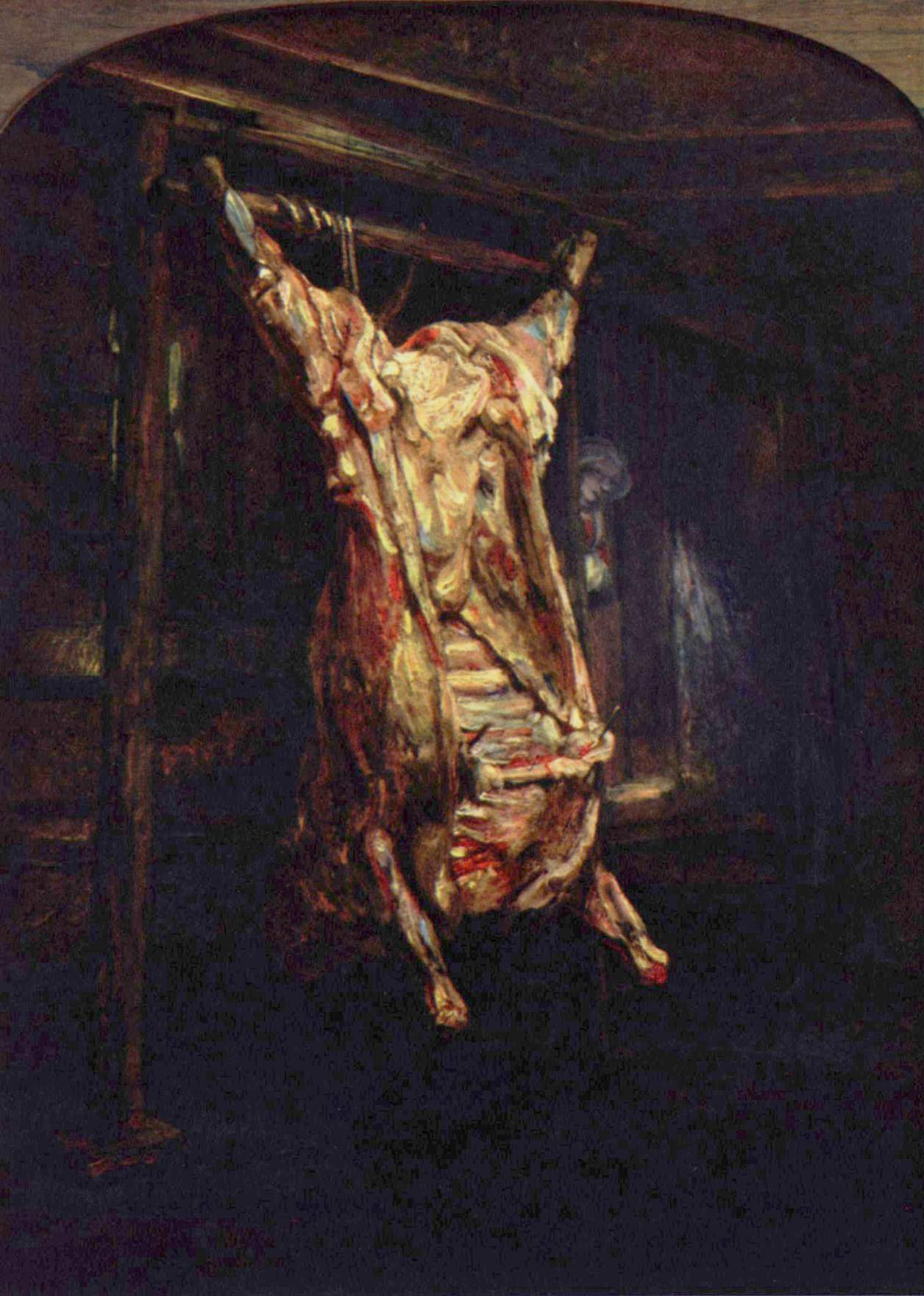
Una carcasa de animal pintada por Rembrandt.

La industria de procesamiento de la carne es un tipo de industria alimentaria encargada de producir, procesar y distribuir la carne de animales a los centros de consumo. Estos centros suelen ser en la mayoría de los casos grandes mercados de ciudades. La producción queda bajo la responsabilidad de la ganadería y la caza. El sacrificio de las reses es el primer paso de la cadena de producción de la industria de la carne.

## Características

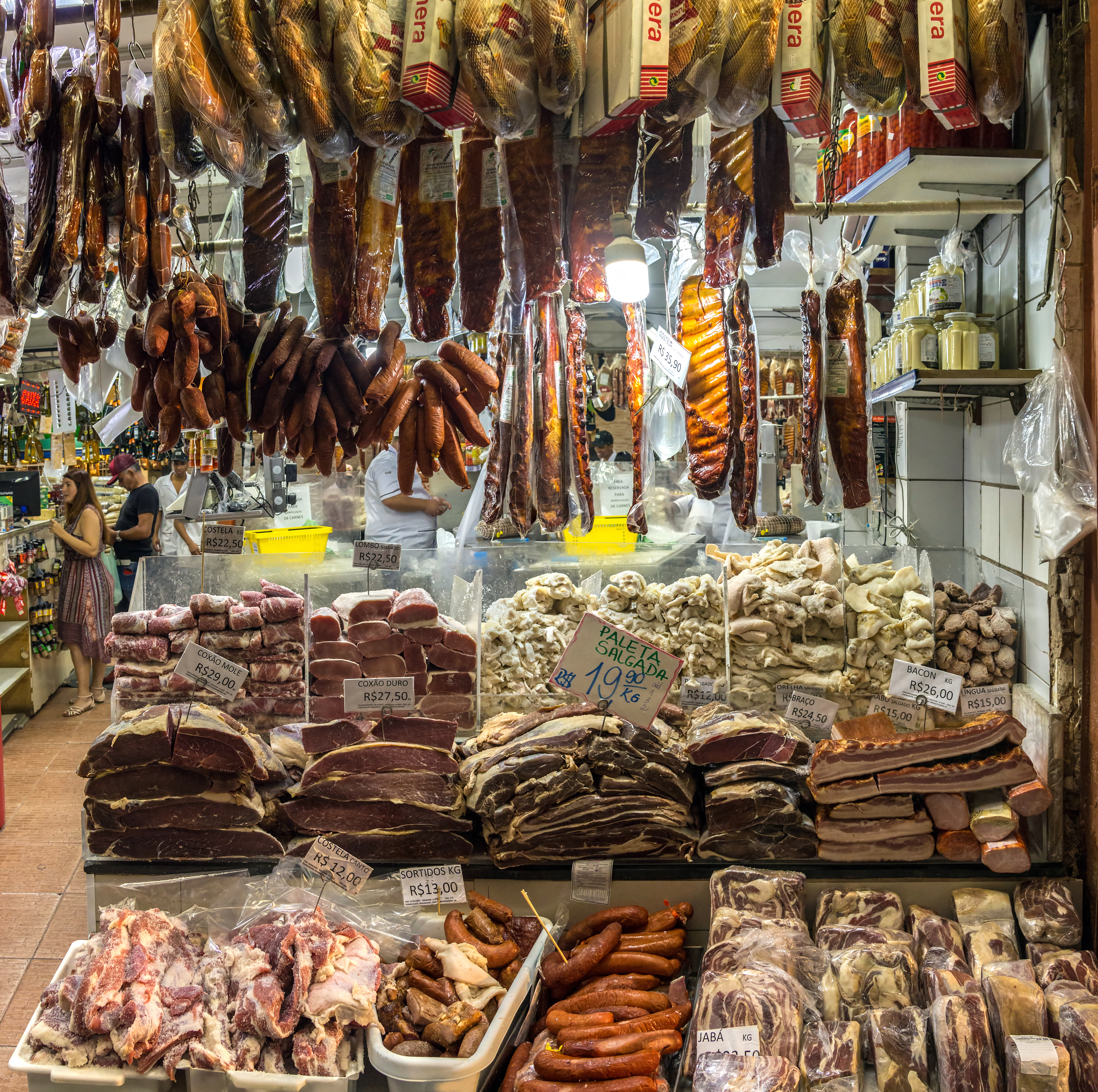
Diversos productos cárnicos siendo comercializados en un mercado de Brasil.

La industria cárnica es la industria de alimentación que mayor volumen de ventas mueve. Este tipo de industria alimentaria trabaja con las materias primas de la carne procedentes del sacrificio de ganado para el consumo humano, principalmente porcino, vacuno y avícola, aunque también equino y de camellos. El matadero es el elemento inicial del proceso de elaboración y sus procesos específicos son el sacrificio y el deshuesado. Los trabajadores de esta industria, independientemente del tipo de carne, suelen estar muy especializados en el despiece de las carnes. Parte de la carne se destina directamente al consumo humano y otra parte se lleva a otras industrias de procesado de embutidos diversos, ahumados, enlatados, piensos compuestos, etc. La industria cárnica suele tener como productos finales en el proceso de producción carne congelada, carne picada, carne fresca y embutidos.  

### Carnes en conservas

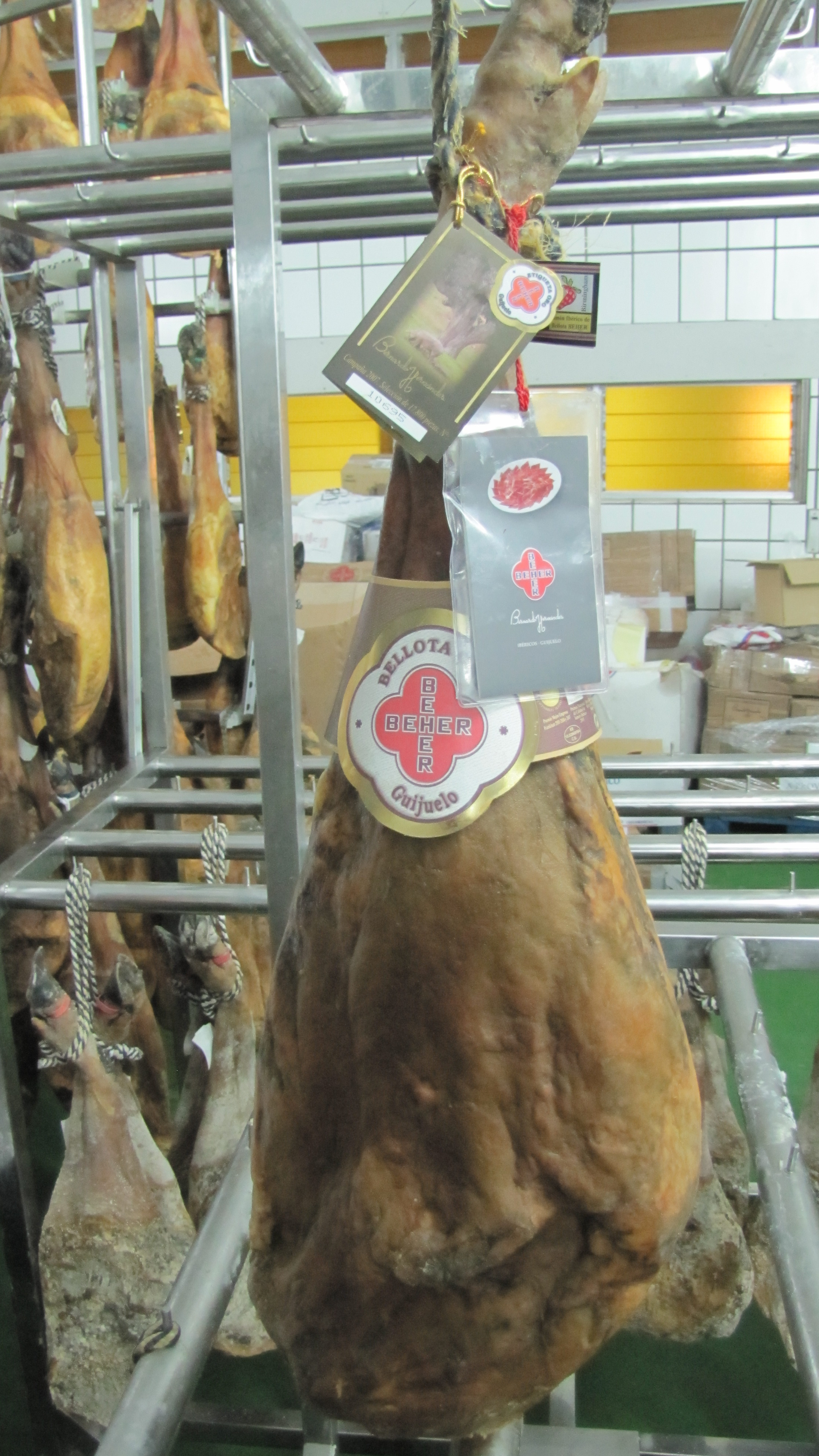
Un jamón ibérico de bellota.

Debido a que la carne es un alimento perecedero resulta necesario que parte de la producción cárnica se destine a la conservación, mejorando así su distribución. Dentro de las técnicas de conservación se encuentran el enlatado y la elaboración de fiambres diversos. Las técnicas de maduración pueden ir desde el secado al aire (cecinas), el preparado de salazones (un ejemplo son los jamones) y el más frecuente, el congelado.

### Carnes procesadas
Las carnes procesadas suelen provenir de carne picada destinada a otros usos, como puede ser la elaboración de embutidos. La carne picada acostumbra llevar la parte menos noble de los magros. Suele dedicarse a la elaboración industrial de sopas y caldos instantáneos, de embutidos diversos (que pueden ir desde una salchicha hasta un chorizo) y a la preparación de carne para hamburguesas suministradas por grandes cadenas de la alimentación y franquicias.

### Carne fresca
La carne fresca sin procesar de animales sacrificados en mataderos suele venderse directamente en mercados cuyos clientes son restaurantes y mayoristas. Estas carnes se despiezan "bajo demanda" en las carnicerías y acaban en el usuario final. Algo similar ocurre con las frutas y verduras.

## Subproductos

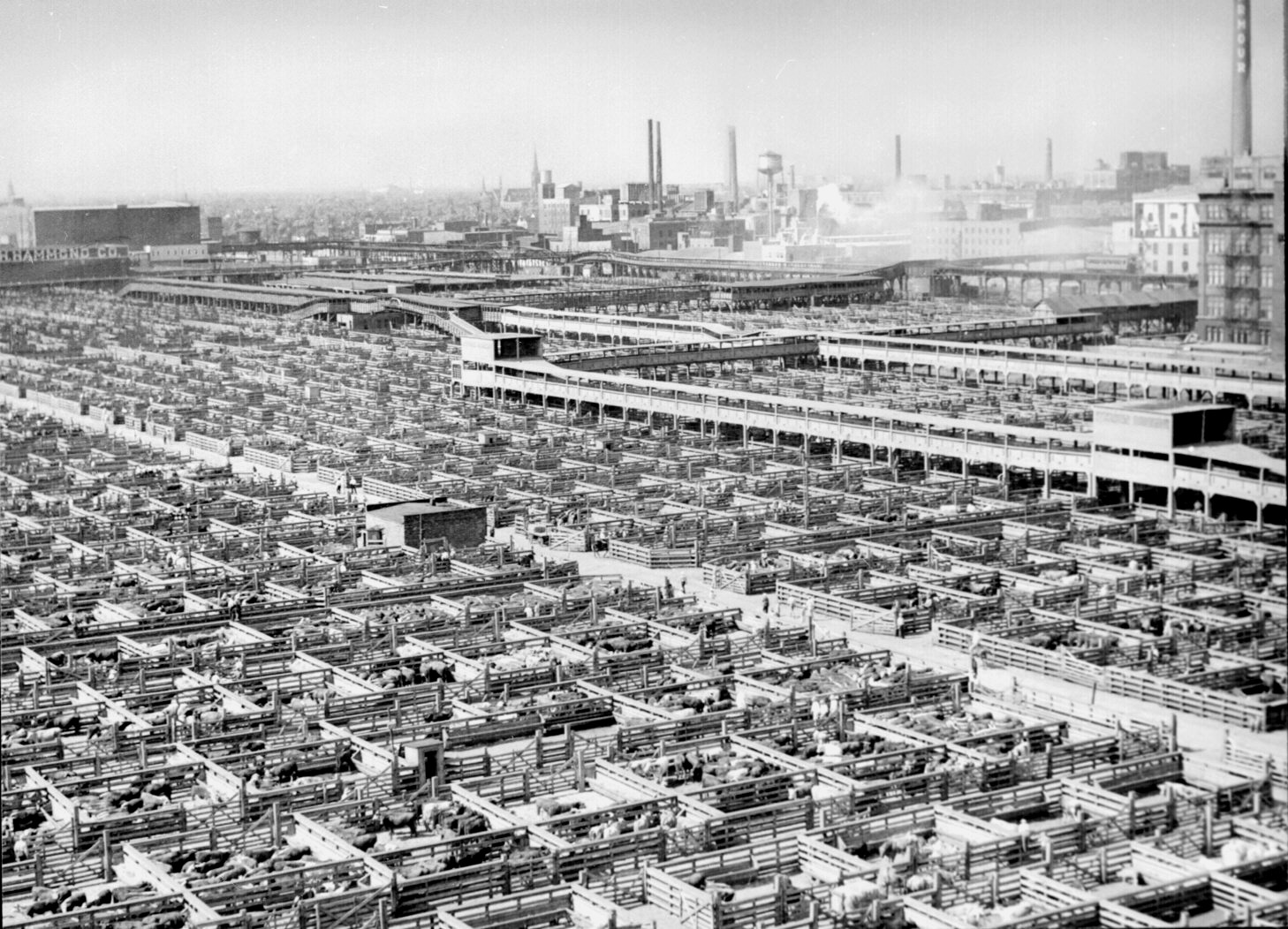
Complejo industrial cárnico de la Union Stock Yards en Chicago, década de 1940

La industria cárnica suele ofrecer otros productos, tales como: 
- Las vísceras de los animales, también llamadas entrañas o casquería: hígado, corazón, riñones y pulmones (vísceras rojas), sesos, callos, mollejas y criadillas (vísceras blancas), entre otros. Son fuente de hierro, colágeno, minerales y vitaminas del grupo B.
- Las harinas de carne, harinas de hueso y harinas de sangre, empleadas principalmente en la producción de pienso compuesto destinado a la alimentación animal y de mascotas.
- Los sebos de grasas crudas, utilizados para la elaboración de jabón, lubricante o alimento para pájaros.
- Las gelatinas obtenidas por hidrólisis parcial del colágeno de las fibras musculares, utilizadas en la alimentación.
- Las pieles, que terminan en industrias del cuero mediante el curtido de las mismas.[2]

## Aspectos medioambientales
La industria cárnica suele generar un elevado número de desechos que causan un importante impacto ambiental.
Por regla general los causantes de este impacto son los mataderos y las salas de despiece, esto a raíz del uso de cámaras frigoríficas de gran tamaño que requieren un elevado consumo energético en su procesado y al alto consumo de agua empleada en higiene y limpieza de los espacios. 
La generación de desechos suele deberse a residuos que no pueden ser aprovechados, o al menos no dentro de industrias específicas, como pelos, sangre residual y tripas.
Cabe señalar que los gases emitidos por animales como vacas contienen un alto nivel de metano y que las macrogranjas generan vertidos de nitratos, que contaminan acuiferos, rios y otros cuerpos de agua.